# 性海寺 (坂井市)
性海寺（しょうかいじ）は、福井県坂井市三国町にある真言宗智山派の寺院。山号は金剛宝山。本尊は薬師如来。

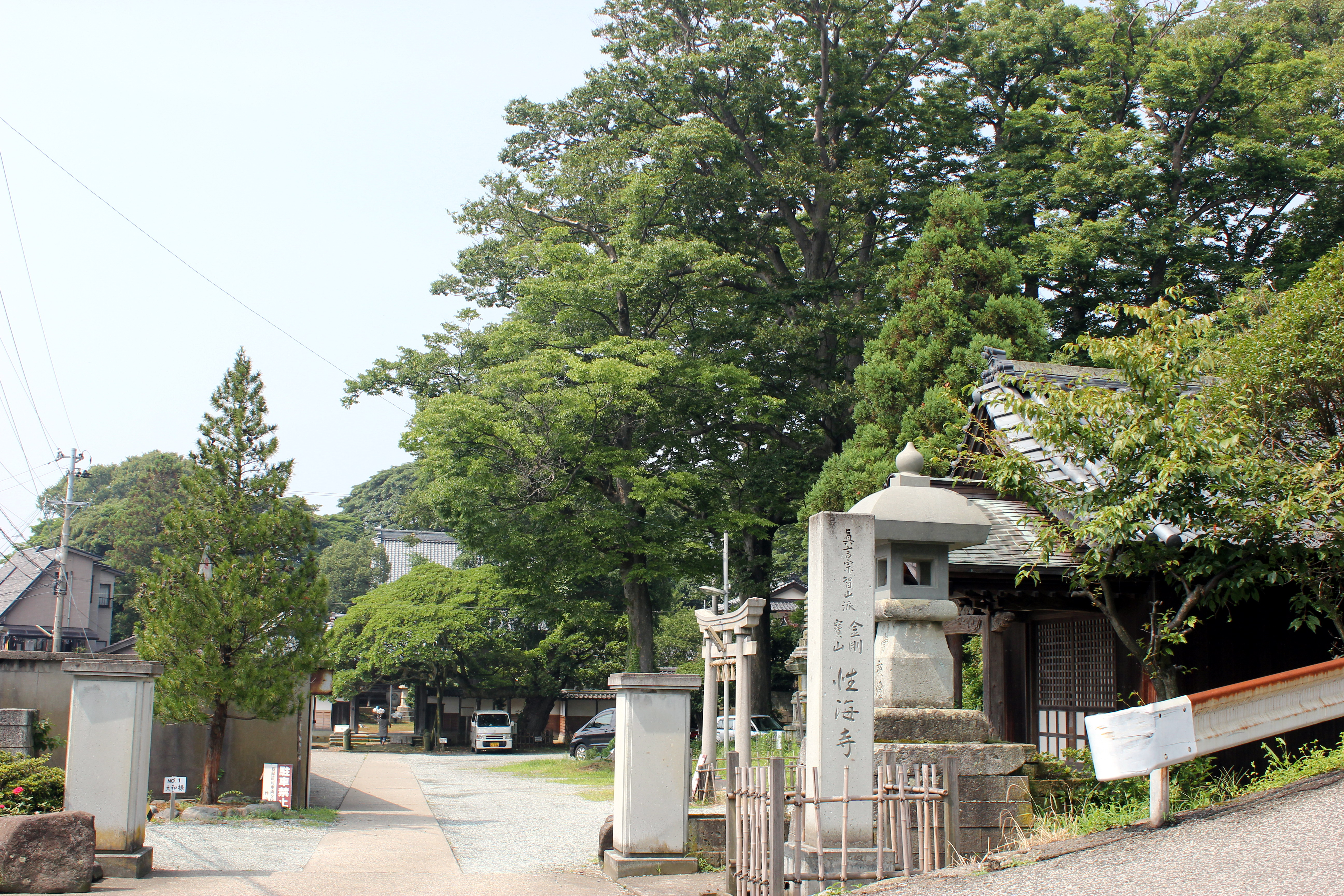
性海寺(道路側より)

## 歴史
1356年（延文元年）律宗の寺院として坂井郡宿浦篠谷村（ささたに）（のちの雄島村宿浦、現在の坂井市三国町宿の一部）に開かれたのに始まると伝えられ、当初は山号を篠谷山と号した。その後、1381年（永徳元年）今の地に移され真言宗に改宗した。江戸時代に入り1683年（天和3年）に山号が現在の金剛宝山と改められた。

## 塔頭
- 地蔵院
- 智福院
- 正智院 - 山王宮（山王社、三國神社）を建立・勧請し、管理していた[1]。

## 文化財
- 重要文化財（国指定）
  - 絹本著色地蔵菩薩像[2]

- 坂井市指定文化財
  - 森田家墓所[3]
  - 竹内藤右衛門の墓[4]
  - 韃靼漂流者供養碑[4]

## 三国節の創設について
現在の三國神社の前身となる山王宮が永禄7年(1564)、桜谷の地に建立された。その後、明治の廃仏毀釈まで三國神社を守護してきた性海寺は宝暦10年（1761）頃、山王社境内の拡張工事を性海寺門前衆によって行った。当時の性海寺第三十世住職陽山上人は集められた門前衆のために、土搗き、篭かきのため七七七五調の甚句様音頭歌を創設し、これが後に三国節となったと伝えられている。
三国節の歌詞は現在110歌詞が残されていると、一般社団法人三國會所のwebサイトなどにも紹介されている。

## 三国祭（山王祭）での性海寺神輿礼拝について
江戸後期、嘉永七年（1854）の「金剛寶山年中行事標要集」によると、四月申の日の前日、性海寺の院家（住職）が輿に乗り、総勢十八人で山王宮に出かけ、氏子安全のため神前で読経、護摩修行を行った。また祭礼当日、性海寺門前の石橋むかいの正面まで神輿（山王権現）の渡御があり、院代役僧のうち一人が神輿の前で読経した。
現在では、祭礼当日早朝に三国神社を出発した大神輿（大山咋命 おおやまくいのみこと)、小神輿（継体天皇）が夕方ごろ寺門前に渡御し、住職他院代が神輿前で法楽する習わしとなっており、当時の性海寺と三國神社との緊密な関係性を表している行事である。

## 所在地
- 福井県坂井市三国町南本町4-4-8